# ايزكوري
ايزكوري أو ايتسغوري ( [آيسكوري] تعني في لغة الباسك "الحجر المكشوف"، حرفيًا "الحجر الأحمر") عبارة عن كتلة صخرية ، وهي الجزء الأعلى في منطقة إقليم الباسك ( إسبانيا ) بـ 1,551 m ارتفاع عن مستوى سطح البحر في أعلى نقطة له (قمة أيتكسوري، وتعني "الحجر الأبيض"). تتكون الكتلة الصخرية من مجموعة من القمم من الحجر الجيري محاذية من الشمال الغربي إلى الجنوب الشرقي كلها على التوالي في جنوب مقاطعة جيبوثكوا ، وهي أرتزانبورو وأندريتز وأربيلايتز (1513 م)، إيرول (1511 م)، أيتكسوري، أكيتيجي (1,549 م) وإيزكوري (1,528 م). على الرغم من ارتفاعها الأقل قليلاً، إلا أن هذه القمة هي الأكثر شعبية. تعد كتلة أيزكوري إحدى التكوينات الجيولوجية الأكثر وضوحًا في سلسلة جبال الباسك .

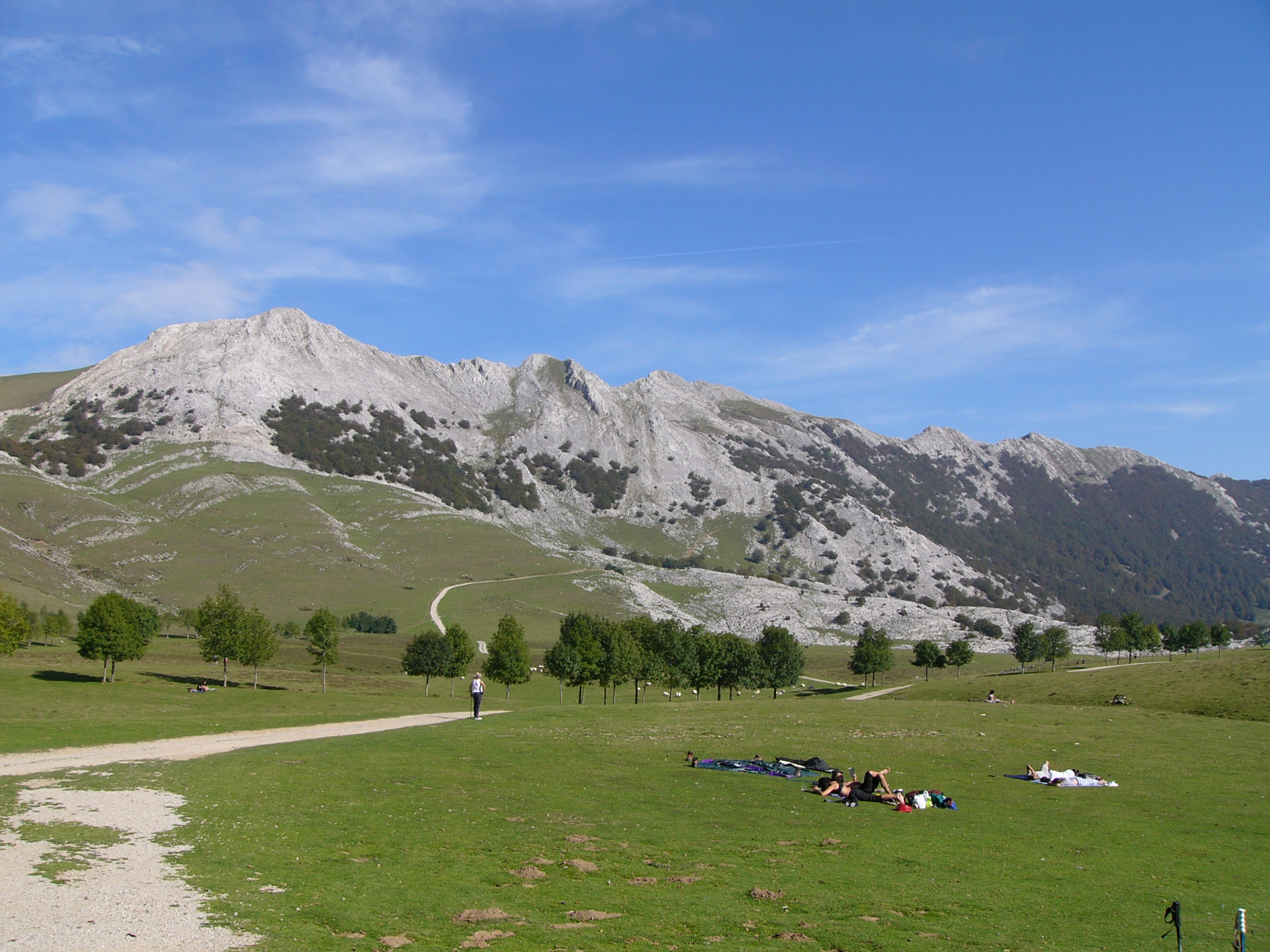
سلسلة جبال آيزكوري يمكن رؤيتها من مروج أوربيا

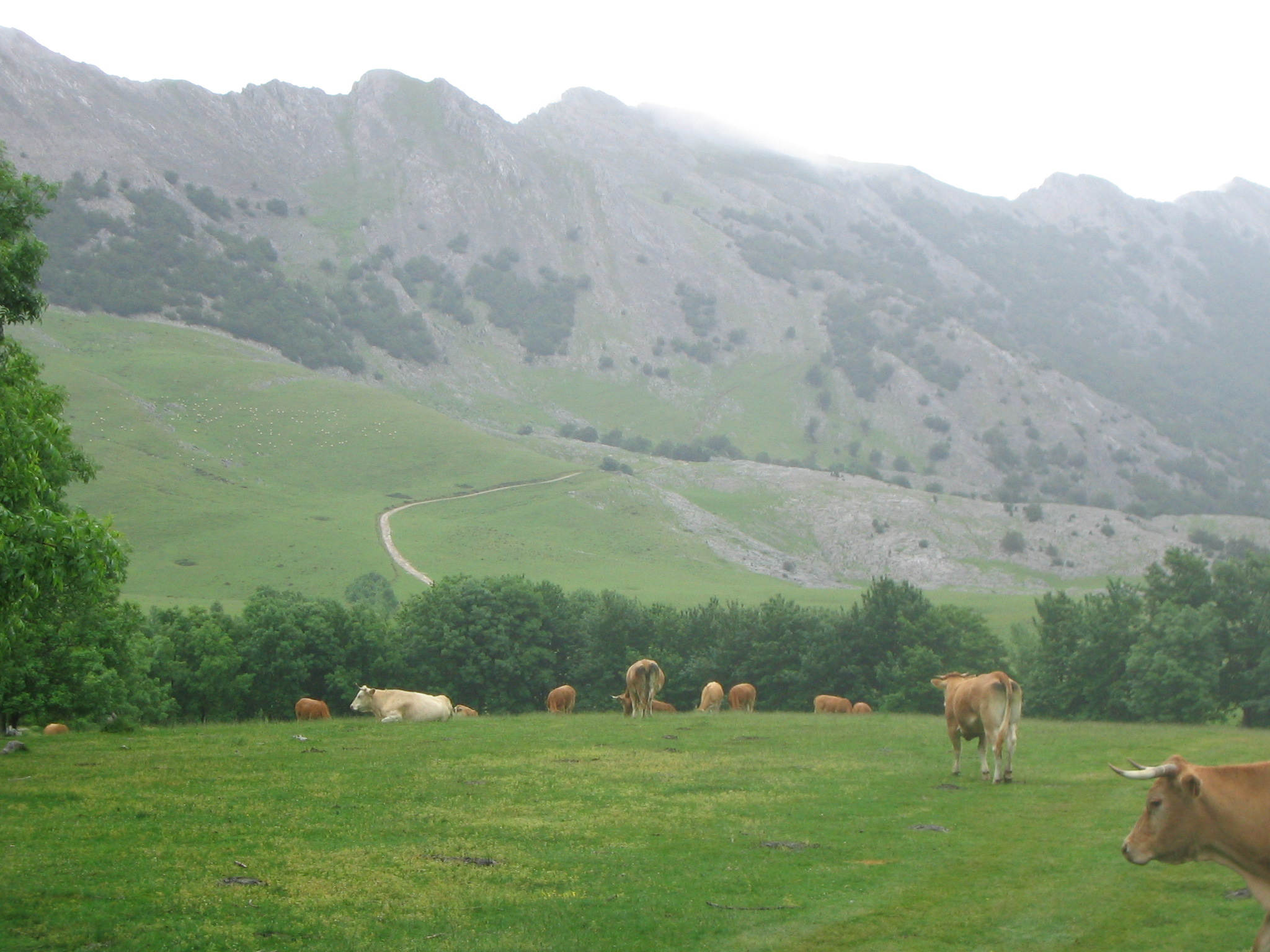
منظر آخر لمروج أوربيا

يحدّ سلسلة الجبال من كلا الطرفين ممريّ بوزكورنيا وسان أدريان . من ناحية تمتد السلاسل الجبلية غربًا إلى سلسة جبالألونيا ، ومن ناحية أخرى إلى جبال ألتزانيا (أعلى قمة أراتز ). يقطع خط السكة الحديد الرئيسي بين مدريد وإيرون طريقه عبر المنحدرات الشمالية الشديدة الانحدار لسلسلة الجبال، مع وجود محطتي قطار، أي أوتزاورتي وزيغاما أبيديرو، بالكاد تعملان بعد الآن.

## نقاط الوصول
في الوقت الحاضر، تشتهر زيغاما أبيديرو بتوفير الوصول إلى مسار شمالي صعب يتصاعد بشكل مستقيم باتجاه ممر مركزي بواسطة أندريتز . المسار الطيني الأولي يتجه نحو الغرب (PR-GI 70) يخرج إلى ممر ضيق عند مفترق طرق رئيسي (عمود إنتزوزيتا) بعد الانعطاف إلى الجنوب الغربي. يتم التخلي عن الإشارات ويتخلل المسار مباشرة غابة من أشجار الزان المفتوحة، حيث يمكن تتبع المسار دون أن يلاحظها أحد تقريبًا. في المرحلة الأخيرة من الصعود، ينتهي المسار. عند هذه النقطة، فإن الغابات الأصلية والمنحدرات الشديدة تكون في الخلف ، مما يؤدي إلى ظهور مناظر طبيعية كارستية ورعوية مميزة.
ومع ذلك، فإن طريق الصعود الرئيسي يأتي من الجنوب الغربي، من محمية أرانتزازو ( أونياتي )،  حيث يمر طريق غير مأهول عبر غابة كثيفة من أشجار الزان وينتهي عند مروج أوربيا. ومن هناك، يصعد الطريق إلى القمم (إيزكوري، وأكيتيجي، وإيتكسوري وغيرها). وبالتالي فإن علامات الطريق يمكن إيجادها بسهولة.
توجد نقطة وصول أخرى من جهة الشرق عند نفق سان أدريان وطريق ميديفال الذي يتخلله. عند المخرج الجنوبي للنفق، بعد المشي لمسافة 50 مترًا، يتخلله ممر مخفي على اليمين ، لذا يبد صعودًا شاقّا مدته 30 دقيقة تقريبًا (ليس عبثًا أن يُطلق عليه اسم كالباريو بيديا ،' مسار الجمجمة ') مع الحصى السائبة طوال الوقت. عند هذه النقطة، توفر الفتحة إطلالة جميلة على الشمال ويمتد المسار على طول حافة عدة منحدرات من الحجر الجيري في طريقه إلى الشمال الغربي. وبعد 30 دقيقة أخرى قد يتم الوصول إلى قمة أيزكوري . يقع كوخ ملجأ بشكل كامل (تم بناؤه عام 1934 كمأوى للرعاة والمتنزهين) ودير سانتو كريستو بجوار القمة.

## الأحداث
ماراثون زيغاما-أيزكوري ،  هو سباق شاق شهير عبر البلاد، يقام في فصل الربيع على طول دائرة دائرية حول كتلة صخرية أيزكوري (تشمل أحيانًا أراتز ).
ولزيادة جاذبية السلسلة، تم إعلان منطقة أيزكوري وأراتز بأكملها كمتنزه أيزكوري-أراتز الطبيعي في عام 2006. 

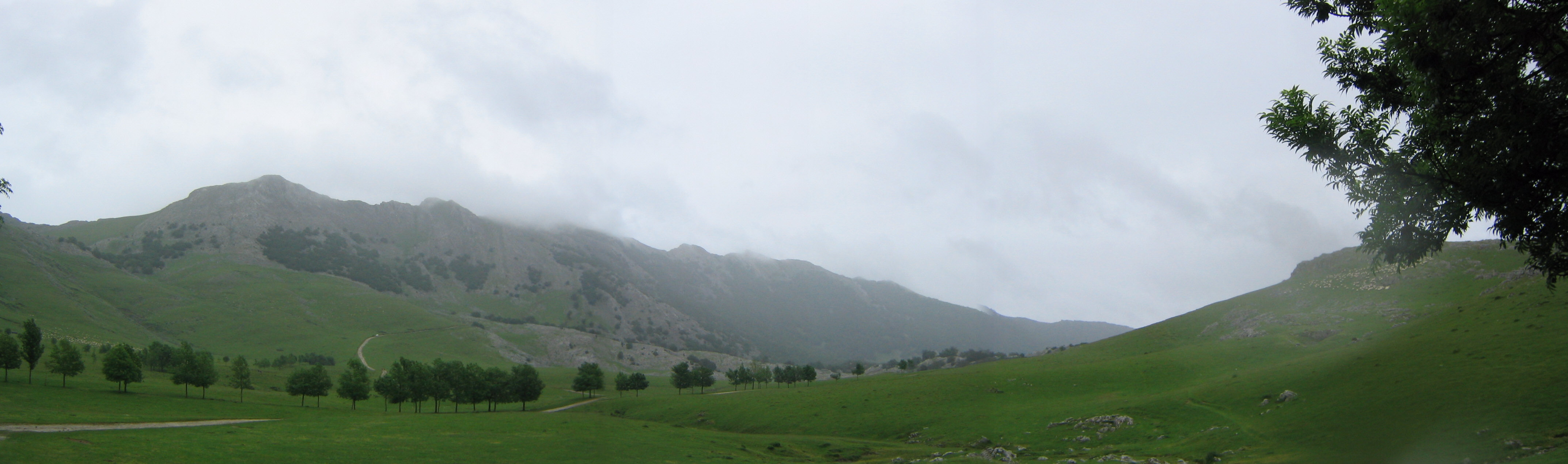
سلسلة جبال أيزكوري من مروج أوربيا

## روابط خارجية
- المتنزهات الطبيعية في جيبوزكوا.